# Víctor de la Parte González
Víctor de la Parte González   (Vitòria, 22 de juny de 1986) és un ciclista basc, professional des del 2011 fins al març de 2025. De la seva carrera destaquen les victòries al Tour d'Algèria, al Sibiu Cycling Tour, a la Fletxa del Sud i a la Volta a Àustria. El seu darrer equip fou l'Euskaltel–Euskadi.

## Palmarès
- 2010
  - 1r a la Volta a Navarra
  - 1r a l'Aiztondo Klasica
  - Vencedor d'una etapa del Circuito Montañés
  - 1r a la Volta a Salamanca i vencedor d'una etapa
- 2012
  - 1r al Sibiu Cycling Tour i vencedor d'una etapa
  - Vencedor d'una etapa a la Volta a Romania
- 2013
  - 1r al Tour d'Algèria i vencedor d'una etapa
- 2014
  - Vencedor d'una etapa al Trofeu Joaquim Agostinho
  - Vencedor d'una etapa a la Volta a Portugal
- 2015
  - 1r al Fletxa del Sud
  - 1r a la Volta a Àustria i vencedor de 2 etapes
  - Vencedor d'una etapa a la Volta a l'Alta Àustria

### Resultats al Giro d'Itàlia
- 2017. 56è de la classificació general
- 2018. 39è de la classificació general
- 2019. 21è de la classificació general
- 2020. 34è de la classificació general

### Resultats a la Volta a Espanya
- 2019. Abandona (6a etapa)

### Resultats al Tour de França
- 2021. 72è de la classificació general